# Pelecopsis palmgreni
Pelecopsis palmgreni là một loài nhện trong họ Linyphiidae.
Loài này thuộc chi Pelecopsis. Pelecopsis palmgreni được Yuri M. Marusik & Esyunin miêu tả năm 1998.